# Metildopa
Metildopa (cu denumirea comercială Dopegyt) este un medicament antihipertensiv, fiind utilizat în tratamentul hipertensiunii arteriale. Căile de administrare disponibile sunt intravenoasă și orală.
Molecula a fost descoperită în anul 1960. Se află pe lista medicamentelor esențiale ale Organizației Mondiale a Sănătății.

## Utilizări medicale
Metildopa este utilizat în tratamentul:
- hipertensiunii arteriale moderată sau severă
- hipertensiunii gestaționale (din sarcină).

Principalul efecte advers asociat tratamentului cu metildopa este somnolența. Mai rar, pot să apară reacții severe: anemia hemolitică, afectarea hepatică, reacții alergice.